# TRNグループ
TRNグループ（ティーアールエヌグループ）は、店舗ビジネスに関する総合支援サービスを提供する店舗流通ネット株式会社を中心とし、不動産投資事業を目的としたTRNインベストメント・マネジメント株式会社、M&A仲介・企業再生・CVC事業を目的としたTRN Capital Management 株式会社、PC-POSレジシステム開発・販売・Webサイト企画・作成・運営・ISP事業を提供する株式会社アニーによって形成される企業グループである。2021年4月末時点のグループ従業員数は173名。

## 概要
店舗流通ネット株式会社を親会社とし、TRNインベストメント・マネジメント株式会社、TRN Capital Management 株式会社、株式会社アニーを子会社とした企業グループである。

## ロゴ・ブランドカラー
店舗を軸とした事業領域における高い戦略性を『ブルー』、より深い専門性を『ブラック』をブランドカラーとし、サービスを追求することを表現した。 上部ブラックのシンボルが『T』、下部ブルーのシンボルが『R』を意味し、シンボル全体で『N』を表している。

## グループ企業　事業所一覧

### 店舗流通ネット株式会社
- 東京本社

東京都港区海岸1-2-3 汐留芝離宮ビルディング20階
- 横浜支店

神奈川県横浜市西区南幸2-19-4　南幸折目ビル7階
- 名古屋支店

愛知県名古屋市中村区名駅4-14-10 柳橋Food Market7階
- 大阪支店

大阪府大阪市北区梅田1-2-2 大阪駅前第2ビル12階

### TRNインベストメント・マネジメント株式会社
東京都港区海岸1-2-3 汐留芝離宮ビルディング20階

### TRN Capital Management 株式会社
東京都港区海岸1-2-3 汐留芝離宮ビルディング20階

### 株式会社アニー
東京都調布市小島町2-48-26　調布サウスゲートビル2階

## 関連会社
| 親会社       | 株式会社ハークスレイ       | https://www.hurxley.co.jp/   |
| グループ会社 | 株式会社アサヒL&C          | https://asahi-lac.com/       |
| グループ会社 | 株式会社味工房スイセン     | https://catering-suisen.com/ |
| グループ会社 | 株式会社ファースト・メイト | https://first-mate.co.jp/    |